# John Conyers (Ritter)

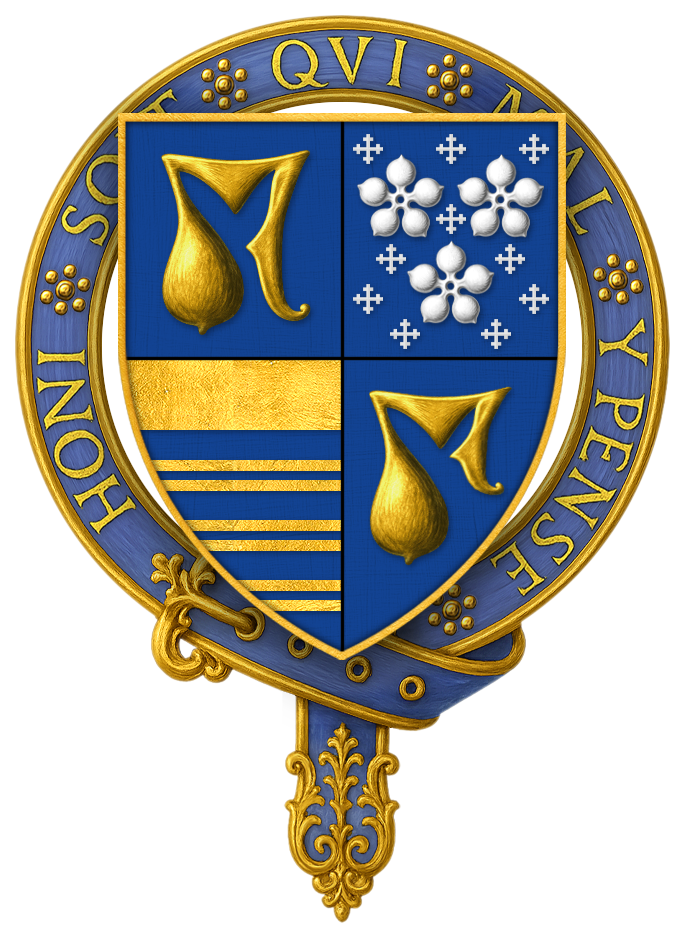
Wappen von John Conyers als Ritter des Hosenbandordens

Sir John Conyers KG († 14. März 1490) war ein englischer Ritter.

## Herkunft
John Conyers entstammte der Familie Conyers, einer in Nordostengland weitverzweigten Familie der Gentry. Er war der älteste Sohn von Christopher Conyers und dessen ersten Frau Ellen Rolleston.

## Unterstützer der Yorkisten während der Rosenkriege
Wie sein Vater wurde John 1442 zum Vogt von Richmondshire ernannt. Vor Mai 1447 wurde er zum Ritter geschlagen, und im November 1448 wurde er für ein Jahr Sheriff von Yorkshire. Wie sein Vater war John ein Gefolgsmann von Richard Neville, 5. Earl of Salisbury, einem der führenden Anhänger des Duke of York. Im Gegensatz zu seinem alten Vater wurde er damit in die Rosenkriege gegen die Lancastrianer verwickelt. Im Gefolge der Nevilles gehörte er dem Heer des Duke of York an, das 1459 in der Schlacht von Ludlow geschlagen wurde. Während des folgenden Parlaments in Coventry wurde er als Verräter angeklagt. Wie Thomas Harrington konnte er seinen Besitz retten, indem er das Erbe seiner Frau an Treuhänder übergab, die für die siegreichen Lancastrianer akzeptabel waren. Nach dem Sieg der Yorkisten in der Schlacht bei Towton 1461 wurden die Anklagen gegen ihn fallengelassen und er erhielt seinen Besitz zurück.

## Ehe und Erbschaften
Conyers hatte vor dem 20. November 1431 Margery Darcy († 1469) geheiratet, eine der beiden Töchter von Philip Darcy, 6. Baron Darcy de Knayth. Ihr Vater war bereits 1418 gestorben, womit Margaret und ihre ältere Schwester Elizabeth den Landbesitz der Familie in Nottinghamshire erbten. Im Mai 1433 kam Conyers in den Besitz des Erbes seiner Frau, dazu erhielt er nach 1454 den Anteil seiner Frau am Wittum ihrer verstorbenen Großmutter Margaret Grey und schließlich nach 1469 den Anteil am Wittum ihrer Mutter Alianore Fitzhugh. Nach dem Tod seines Vaters vor 1465 erhielt Conyers auch Hornby und einen Teil von dessen Besitzungen. Sein Vater hatte allerdings große Teile seines Besitzes an weitere seiner zahlreichen Kinder vermacht.

## Unterstützer des Earls of Warwick und von Richard III.
Conyers war der führende Vasall von Richard Neville, 16. Earl of Warwick, der 1460 als Erbe seines Vaters auch Earl of Salisbury wurde, aus dessen Besitzungen bei Middleham. Von Warwick erhielt er eine jährliche Pension von £ 20. Conyers blieb ein loyaler Unterstützer von Warwick, auch als dieser 1469 gegen König Eduard IV. rebellierte. Möglicherweise war John Conyers sogar der mysteriöse Robin of Redesdale, der 1469 in Yorkshire eine Rebellion gegen den König führte. Nach dem Fall und Tod des Earl of Warwick 1471 konnte Conyers aber dennoch als führender Vasall von Middleham in den Dienst von Richard, Duke of Gloucester treten, der neuer Lord of Middleham geworden war. Conyers diente auch Gloucester loyal, so dass er bald hoch in dessen Gunst stand. Als der Duke of Gloucester als Richard III. 1483 König wurde, belohnte er Conyers, indem er ihn in den Hosenbandorden aufnahm. Obwohl Conyers nun als Ritter zum Haushalt des neuen Königs gehörte, hielt er sich kaum am Königshof auf, sondern lebte weiterhin meist in Nordengland. Auch zahlreiche andere Mitglieder der Familie Conyers lebten weiterhin vor allem in Richmondshire. Dies zahlte sich auch, als Richard III. 1485 im Kampf gegen Henry Tudor fiel.

## Dienst für Heinrich VII.
Henry Tudor wurde als Heinrich VII. neuer König und übernahm auch die Herrschaft über Middleham. Bereits vier Wochen nach dem Sieg Tudors in der Schlacht von Bosworth leistete Conyers am 25. September 1485 dem neuen König den Treueid. Der neue König brauchte die Unterstützung des angesehenen Conyers, um seine Herrschaft in Nordostengland zu festigen. Conyers gehörte als Knight of the Body offiziell zum Haushalt des neuen Königs, doch er lebte weiterhin in Nordostengland. Im Februar 1486 ernannte der König ihn und seinen Enkel und Erben William zum Vogt, Verwalter und Constable von Richmond. Zwar ernannte der König im Mai 1486 Robert Carre ebenfalls zum Constable von Richmond, doch Conyers blieb bis zu seinem Tod ein loyaler Unterstützer des Königs.

## Nachkommen und Erbe
Mit seiner Frau Margery Darcy hatte John Conyers zwölf Kinder, darunter:
- John Conyers († 1469)
- Richard Conyers

Obwohl Conyers selbst zahlreiche Kinder versorgen musste, kümmerte er sich nach Möglichkeit um seine eigenen Geschwister und Halbgeschwister. Vom Zweig der Familie Conyers aus Sockburn erwarb er Pinchinthorpe, das er seinem ältesten Halbbruder Brian Conyers übergab. Sein ältester Sohn John hatte Alice, die jüngste Tochter von William Neville, 1. Earl of Kent und dessen Frau Joan geheiratet. Da sein Sohn aber bereits 1469 gestorben war, wurde dessen  ältester Sohn William Conyers sein Haupterbe.